# Neroli Fairhall
Neroli Fairhall (Christchurch, 26 agosto 1944 – 11 giugno 2006) è stata un'arciera neozelandese, prima sportiva paraplegica a partecipare ai Giochi olimpici.

## Biografia
Neroli Fairhall iniziò a fare tiro con l'arco dopo essere rimasta paralizzata dalla vita in giù in seguito ad un incidente in moto. Era uno sport che poteva praticare anche stando seduta sulla carrozzina.
Nel 1980 partecipò e vinse l'oro alle Paralimpiadi. Due anni dopo si aggiudicò l'oro anche ai Giochi del Commonwealth.
Nel 1984 si qualificò per le Olimpiadi di Los Angeles, dove si classificò 34ª. Pur non avendo vinto una medaglia, la sua partecipazione passò alla storia, in quanto nessun atleta paraplegico aveva mai gareggiato prima in una competizione olimpica.